# Садиба Реїв (Приозерне)
Садиба Реїв (Приозерне) —   садиба роду Реїв в с. Приозерне Івано-Франківської області, Україна, пам'ятка архітектури національного значення.   

## Історія
Палац побудований під наглядом дружини Станіслава Рея графині Вільгельміни Рей з роду Ґлоґовських в 1882 році за проєктом львівського архітектора Юліяна Захаревича. Попередній палац, датований XVIII століттям, який первинно належав Юзефу Яблоновському, розібрали в 1880 році. Після смерті графині садиба переходить до одного з її синів (за іними даними внуків) Людвіка Рея (1896-1978).
Палац використовувався як житло представниками роду до початку Другої світової війни. Після її почату в 1939 році Людовік Рей покинув палац і перебрався до Парижа.
В 1945 році садибу перетворили на колгоспний свинарник. У пізнійший радянський період садиба і парк охоронялись як пам'ятка архітектури Української РСР (№ 1193). В різний період за радянської влади та після проголошення незалежності України в приміщенні палацу розташовувалась однорічна сільськогосподарська школа, психіатрична лікарня (1955 рік), гуртожиток Рогатинського зоологічного ветеринарного коледжу (з 1955 року).
З 1995 року до 2004 року в садибі розташовувався жіночий монастир УПЦ КП. В 2005 році садиба стала власністю церкви, а з 2008 року церква продала її на аукціоні приватним особам за 350 тисяч гривень. Після цього власники будівлі кілька раз мінялись. Нові власники не укладають передбачені охоронні документи на пам'ятку.
Один з власників планував до Євро-2012 року розташувати в будівлі готель адже географічно місце перебуває на межах Івано-Франківської, Львівської та Тернопільської областей.
Нащадок роду Мартін Рей планував розташувати в палаці центр міжнародних зв’язків діаспори, проте ці плани не вдалося реалізувати.
До складу садиби входить палац, в'їзна брама, зерносховище, конюшні та паркова частина.

## Архітектура
Двоповерховий цегляний палац побудований в еклектичному стилі на кам'яному цоколі з склепінчастими підвалами. Будівля у внутрішній структурі асиметрична з анфіладним плануванням. Фасадна частина має три ризалітні частини  та декоративні вежі. Фасад має центральний парадний вхід з арками з трьох боків. Стіни палацу оздоблені ліпниною та високорозташованим карнизом з фігурними кронштейнами. Будівля палацу руйнується, частково зруйновано балочні перекриття між поверхами, вибиті вікна. В 2010 році було перекрито дах для зменшення руйнування будівлі через погодні умови.
В'їзна брама, датована 1822 роком, була замурована в 1970 році для встановлення пам'ятника Леніну. Брама має бокові двоповерхові приміщення для слуг та башту, яка частково зруйнована.

## Парк
Паркова зона має площу 30 га, включає в себе ставки, оточені дубами і липами. В парку росли також модрини, ясени. Ставки наразі заросли.